# Cmentarz przy kościele św. Wojciecha w Elblągu
Cmentarz przy kościele św. Wojciecha w Elblągu – cmentarz rzymskokatolicki położony w Elblągu przy ulicy Wiejskiej w dzielnicy Zawada.
Po wybudowaniu kościoła św. Wojciecha na terenie otaczającym świątynię powstał cmentarz grzebalny. Nową świątynię włączono do dekanatu elbląskiego, na podstawie dekretu biskupa zostało ustalone, że parafia św. Mikołaja bez opłat przekaże nowej parafii wszystkie parcele i nieruchomości znajdujące się w tzw. w Kolonii Pangritza. Prawdopodobnie przez przeoczenie dekret nie obejmował terenu zajmowanego przez cmentarz grzebalny, dlatego formalnie do 1992 nekropolia była własnością parafii św. Mikołaja.